# Колбасюк, Валерий Васильевич
Валерий Васильевич Колбасюк (15 февраля 1940, Тирасполь, Молдавская АССР, Украинская ССР — 4 февраля 2013, Молдавия) — советский футболист, защитник; арбитр и инспектор (Молдавия).
С 1959 года — в составе кишинёвской «Молдовы», в 1959 году дебютировал в чемпионате СССР, за шесть сезонов сыграл 120 матчей, забил три гола. В 1965 году играл за дубль СКА Одесса, в следующем году сыграл 28 игр в классе «А», в 1967 — 29 в классе «Б». В 1968 году выступал за «Молдову» в классе «Б», завершил карьеру в 1969—1972 годах в «Буковине» Черновцы, в 1971 году — тренер в клубе.
Выступал за юношескую сборную СССР.
Работал директором спорткомплекса «Волна» (Кишинёв), арбитром и инспектором футбольных и футзальных матчей.
Скончался в феврале 2013 года. С 2017 года проводится футзальный Мемориал Валерия Колбасюка.
Сын Владимир бывший футболист, арбитр.